# Adobe Photoshop
O Adobe Photoshop é um software de edição de imagens digitais bidimensionais do tipo raster (com edição profissional de imagem, manipulação e editor vetorial) integrante do pacote Adobe Creative Cloud, desenvolvido incialmente em 1987 por Thomas Knoll e John Knoll. É considerado o líder no mercado dos editores profissionais (mais popular), assim como um programa de facto para edição profissional de imagens digitais e trabalhos de pré-impressão no computador (windows e macOS) e, no celular (android e iOS) chamado Photoshop Express.  Atualmente está na versão de teste 25.9 (2024) somente para computador e versão online lite.
Sua mais recente versão estável é apelidada como Adobe Photoshop CC (sigla de Creative Cloud, correspondente à sua décima quarta edição [14.0] desde seu lançamento), disponível para os sistemas operativos Microsoft Windows e Mac OS X. Pode ser rodado também no Linux, através da camada de compatibilidade Wine. Algumas versões anteriores foram lançadas também para o sistema IRIX, mas o suporte a esta versão foi descontinuado após a versão 3.0.

## História
O software Photoshop foi concebido em 1987 pelo engenheiro de software estadunidense Thomas Knoll, na Califórnia (Estados Unidos), quando estava em casa trabalhando em sua tese de doutorado, quando criou um código em seu computador que exibia imagens em tons de cinza em um monitor de bitmap preto e branco. Como o código não estava diretamente relacionado à sua tese de doutorado, Knoll subestimou o seu valor. Mal sabia ele que esse era o primeiro esboço do fenômeno Photoshop.
Só mais tarde, quando seu irmão John Knoll, que na época já trabalhava na ILM (Industrial Light & Magic), se encantou pelo programa, que ele percebeu seu potencial. Ambos trabalharam juntos para desenvolvê-lo e em 1990 o viram lançado pela Adobe, que havia comprado o programa.
Inicialmente, a Adobe Systems oferecia produtos individuais, bem como pacotes de software contendo vários produtos (como Adobe Creative Suite ou Adobe eLearning Suite) com uma licença de software perpétua.
A Adobe anunciou a suite Creative Cloud pela primeira vez em outubro de 2011, e no ano seguinte lançou a atualização. Em 6 de maio de 2013, a Adobe anunciou que não lançaria novas versões do Creative Suite e, que versões futuras da suite estariam disponíveis apenas na Creative Cloud, que foi disponível em junho de 2013.
O programa ganhou muitas funções ao decorrer dos anos, destacando-se a função de edição de objetos em 3D e de edição de vídeo no ano de 2016. Onde era possível criar objetos de forma simplificada, pois o editor possuia algumas formas pré-definidas como esferas, cubos, pirâmides, que poderiam ser combinados com outros objetos. Porém a Adobe retirou essas funções do photoshop (a partir da versão 22.5) para assim lançar a suíte Substance 3D, adquirido em 2019 da empresa Allegorithmic.
Em setembro de 2023 foi lançada a versão online, Photoshop na Web, com funções usando Inteligência Artificial. Já em abril de 2024 foi lançado a versão beta (não estável) de número 25.9, por enquanto de uso exclusivo no computador. E em junho do mesmo ano foi lançada atualizações do aplicativo Photoshop Express, versão 14.0.66 para o sistema Android e, versão 24.22 para o sistema iOS.

## Desenvolvimento
Os irmãos Thomas Knoll e John Knoll iniciaram o desenvolvimento do Photoshop em 1987 e a versão 1.0 foi lançada pela Adobe em 1990. O programa era destinado desde o início como ferramenta de manipulação de imagens provenientes de digitalizadores, que eram raros e dispendiosos naquela época.

## Características
Apesar de ter sido concebido para edição de imagens para impressão em papel, o Photoshop está a ser cada vez mais usado também para produzir imagens destinadas à World Wide Web. Até a versão 9.0 (CS2) o programa, o Adobe ImageReady, muito semelhante ao Photoshop, que era utilizado em conjunto para a edição e criação de imagens e animações para a internet. A partir da versão 10 (CS3), os recursos do Adobe ImageReady foram incluídos dentro do Photoshop.
O Photoshop também suporta edição com outros tipos de programas da Adobe, especializados em determinadas áreas: o já referido Adobe ImageReady (edição de imagens para a web), Adobe InDesign (edição de texto) Adobe Illustrator (edição de gráficos vectoriais), Adobe Premiere (edição de vídeo não-linear), Adobe After Effects (edição de efeitos especiais em vídeo) e o Adobe Encore DVD (edição destinada a DVDs). Os formatos de arquivos nativos do Photoshop (PSD ou PDD) podem ser usados entre estes programas.
A título de exemplo, o Photoshop CS permite fazer elementos da interface gráfica de DVDs (menus e botões), desde que dispostos separadamente no ficheiro original (PSD ou PDD) por camadas (layers) agrupadas por ordem específica, de forma que, ao ser importado pelo Adobe Encore DVD, este consiga criar a edição para DVD com esses elementos.
O uso das camadas não é um recurso novo inventado pelos desenvolvedores do Photoshop, ele foi desenvolvido há muito tempo pelos ilustradores. Segundo Richard Valliere em seu livro, Manipulator of Movement: "[…]em dezembro de 1914 é patenteada aquela que efectivamente foi a maior contribuição técnica para a animação tradicional até o advento da computação gráfica: o desenho sobre folhas de celulóide transparente – em português vulgarmente chamada de acetato". Essa inovação coube ao animador norte-americano Earl Hurd."
Portanto, é mais um recurso existente no mundo real que foi aproveitado pela ferramenta Photoshop para facilitar o trabalho de seus usuários, assim como certos efeitos que reproduzem técnicas de pintura, máscaras, uma técnica muito utilizada em gráficas e impressão offset. Além de permitir a aplicação de filtros, regulagem das cores e da exposição, e a função de preenchimento com IA nas fotografias chamado Generative Fill.
Os formatos de arquivos nativos podem ser importados de programas da concorrência, como o Corel Photo-Paint, Pixel32, WinImages, GIMP, Corel Paint Shop Pro, etc.
O Photoshop suporta vários espaços de cor (color spaces):
- sRGB (ponto branco=D65) - RGB no Photoshop
- Lab (ponto branco=D50)
- CMYK
- Escala de cinza (Grayscale)

Em 2002, a Adobe incluiu o Adobe Camera RAW, um plugin desenvolvido por Thomas Knoll que permite ler vários formatos de ficheiros RAW, provenientes principalmente de máquinas fotográficas profissionais. Uma versão preliminar deste plugin esteve opcionalmente disponível para o Photoshop 7.0.1 a $99 dólares americanos.
Em 2012 foi lançada a versão 13.0, também chamada de "Photoshop CS6", uma vez que "CS" indica a sua integração no pacote de programas Adobe Creative Suite. Quanto ao número "6" é por ser a sexta versão desde que a Adobe reformulou a imagem de marca dos seus programas sob a "marca-mãe" (no inglês umbrella brand) "Creative Suite".
Numa tentativa de se separar da imagem de marca anterior do Photoshop, entre as versões 3 e 7, em que apresentava o olho humano (num conceito de visão e imagem), nas duas primeiras versões do "Creative Suite" utiliza imagens de penas estilizadas (como referência à escrita e pintura com penas de aves), mais recentemente, já na terceira edição do "CS", a imagem foi alterada para um quadrado com as letras "PS" ao centro.
Enquanto o Photoshop é praticamente utilizado por profissionais, o seu preço elevado deixa margem para outros programas concorrentes ganharem mercado em outras faixas de mercado, como por exemplo, o GIMP, que é um programa gratuito, ou Pixelmator, que é um editor semelhante para a plataforma Macintosh. De forma a competir com este mercado, e também para combater a pirataria de que o Photoshop é alvo, a Adobe lançou um programa semelhante para o mercado doméstico, o Adobe Photoshop Elements, mas com muitas funções profissionais removidas do Photoshop original. Enquanto o Adobe Photoshop CS3 é vendido por sensivelmente 800 euros (versão inglesa), o Adobe Photoshop Elements 4.0 custa apenas 130 euros, de forma a ganhar terreno no mercado doméstico. Sendo mesmo, por vezes incluído em digitalizadores de diversas marcas. Como é óbvio, esta versão "reduzida" não se adequa ao mercado de pré-impressão profissional, visto uma das principais características removidas deste software seja o modo de cores CMYK.
O Photoshop não suporta nativamente muitos dos algoritmos de imagem (Image Arithmetics) que o Corel Paint Shop Pro e outros editores de bitmaps utilizam. No entanto, esse problema pode ser contornado através do Filter Factory, um plugin gratuito disponível nos discos de instalação do Photoshop, após a versão 3.0.

## Impacto cultural
O termo photoshopping (também "photoshopar" no Brasil) é um neologismo que significa "editar uma imagem" independentemente do programa que se utilize (de forma similar ao neologismo Googlar). A Adobe desencoraja o uso do termo devido ao receio de distorcer a imagem de marca da empresa. O termo "photoshop" também é usado como substantivo relativamente à imagem alterada. São termos populares utilizados por membros de sites como "Something Awful", "Fark.com", "B3ta", "Desafios Photoshop Brasil" e "Worth1000". O objectivo de alterar uma imagem é torná-la humorística ou inteligente, muitas vezes através de referências a piadas e à cultura pop. Numa vertente mais recente neste âmbito é a chamada fake (traduzida por falso), em que se alteram imagens parodiando figuras célebres, com imagens de nus ou pornográficas. Surgiram até concursos de Photoshop em que profissionais e amadores competiam para mostrar as suas capacidades de edição de imagens nestas vertentes.
O termo é também por vezes utilizado por artistas, para se referir a imagens que tenham sido retocadas (retouched) ao invés das imagens originais. Um problema comum entre os vários tipos de utilizadores do Photoshop é evitar que os seus trabalhos se pareçam com o "aspecto Photoshop" (intrínseco entre todos os programas de edição de imagem).
Também recentemente, o Photoshop é usado para alterar e desenhar veículos, normalmente carros, processo esse, denominado por digi-modding, photoshopping ou tuning virtual. Já são muitos os sites que se dedicam a este aspecto, e este novo tipo de "arte" tem-se expandido. E apesar dos sites, permitirem às pessoas mostrarem os seus carros, publicamente na internet, os carros manipulados digitalmente já existem há muito tempo nas revistas de automóveis.

## Formato PSD
PSD acrônimo de PhotoShop Document, o formato padrão da Adobe para documentos do Photoshop. É um arquivo do tipo raster e (como o PNG e JPG), possui muitos recursos extras como imagens por camadas (imagens sobrepostas e manipuladas individualmente), máscaras, espaço de cores,    importar,e editar imgens de alta qualidade, com até 30 mil pixels de altura e largura. Este formato é suportado por pouquíssimos programas fora o Adobe Photoshop.

## Idiomas disponíveis
Photoshop está disponível em mais de 20 idiomas, sendo os seguintes: chinês simplificado, chinês tradicional, tcheco, dinamarquês, neerlandês, inglês, finlandês, francês, alemão, húngaro, italiano, japonês, coreano, norueguês, polonês, português, romeno, russo, espanhol, sueco, turco, ucraniano, árabe e hebreu.

## Versões
| versão                        | plataforma      | nome de código   | data de lançamento     | alterações significativas |
| ----------------------------- | --------------- | ---------------- | ---------------------- | --- |
| 0.63                          | Mac OS          |                  | outubro de 1988        | |
| 1.0                           | Mac OS          |                  | fevereiro de 1990      | |
| 2.0                           | Mac OS          | Fast Eddy        | junho de 1991          | - Implementação de Paths (permitindo desenho vectorial) |
| 2.0.1                         | Mac OS          |                  | janeiro de 1992        | |
| 2.5                           | Mac OS          | Merlin           | novembro de 1992       | |
| 2.5                           | Windows         | Brimstone        | novembro de 1992       | |
| 2.5.1                         | Mac OS          |                  | 1993                   | |
| 3.0                           | Mac OS          | Tiger Mountain   | Setembro de 1994       | - Paletas com abas (Tabbed Palettes) - Camadas (layers) |
| 3.0                           | Windows, IRIX   |                  | novembro de 1994       | - Paletas com abas (Tabbed Palettes) - Camadas (layers) |
| 4.0                           | Mac OS, Windows | Big Electric Cat | novembro de 1996       | - Camadas ajustáveis (Adjustment Layers) - Tipos de letra editáveis (nas versões anteriores, o texto era convertido para o formato raster depois de introduzido) |
| 4.0.1                         | Mac OS, Windows |                  | agosto de 1997         | |
| 5.0                           | Mac OS, Windows | Strange Cargo    | maio de 1998           | - Desfazer múltiplo (Multiple Undo) através da palete "histórico" (History Palette), anteriormente só permitia 1 desfazer. - Gestão de cor (color Management) |
| 5.0.1                         | Mac OS, Windows |                  | 1999                   | |
| 5.5                           | Mac OS, Windows |                  | fevereiro 1999         | - O pacote do programa inclui o Adobe ImageReady - Extrair (Extract) - Figuras geométricas vectoriais |
| 6.0                           | Mac OS, Windows | Venus in Furs    | setembro de 2000       | - Filtro Liquify |
| 6.1                           | Mac OS, Windows |                  | março de 2001          | |
| 7.0                           | Mac OS, Windows | Liquid Sky       | março de 2001          | - Texto totalmente vectorial - Ferramenta Healing Brush - Novo "motor" de pintura (painting engine) |
| 7.0.1                         | Mac OS, Windows |                  | agosto de 2002         | - Plugin opcional "Camera RAW 1.x" |
| CS (8.0)                      | Mac OS, Windows | Dark Matter      | outubro de 2003        | - Plugin "Camera RAW 2.x" incluído de raiz - Comando "sombra e altas-luzes" (Shadow/Highlight) - Comando corresponder/igualar à cor (Match Colour) - Filtro Lens blur - Histograma em tempo-real (Real-Time Histogram) - Sistema de detecção automática impedido a impressão de imagens digitalizadas de alguns tipos de papel-moeda. |
| CS2 (9.0)                     | Mac OS, Windows | Space Monkey     | abril de 2005          | - Plugin "Camera RAW 3.x" - Ferramenta Smart Object - Image Warp - Spot healing brush - Ferramenta de redução do efeito dos olhos vermelhos (Red-Eye tool) - Filtro Lens Correction - Smart Sharpen - Ponto de fuga (Vanishing Point) - Gestão melhorada de memória RAM em Macintosh de 64-bits a correr Mac OS X 10.4 - Suporte a High dynamic range imaging - Filtro Shape Blur |
| CS3, CS3 Extended (10.0)      | Mac OS, Windows | Red Pill         | 16 de abril de 2007    | - Interface revisada - Funções adicionais para o Adobe Camera RAW - Ferramenta Quick Select - Alterações em Curves, Vanishing Point, Channel Mixer, Brilho e Contraste(Brightness and Contrast), e no diálogo de impressão. - Ajuste para conversão em Preto e Branco (Black-and-white) - Smart Filters, com filtro não destrutivos - Optimização de gráficos para dispositivos móveis - Novas implementação em cloning e healing - Suporte melhorado em 32 bit / HDR (camadas, painting, e mais filtros e ajustes) - Abertura rápida do programa - Suporte nativo para Macintosh com processadores Intel e um provável suporte para Windows Vista |
| CS4, CS4 Extended (11.0)      | Mac OS, Windows | Stonehenge       | 23 de setembro de 2008 | - Incrementação do recurso de criação, edição e pintura de "objetos 3D" - Interface totalmente renovada - A barra de ferramentas do Windows foi removida e inserida uma barra de ferramentas própria do Photoshop - Novo painel de ajustes e painel de máscaras - Suporte às máquinas de 64 bits (Windows apenas) |
| CS5, CS5 Extended (12.0)      | Mac OS, Windows | White Rabbit     | 12 de abril de 2010    | - Novo tipo de Brush, que funciona como pincel sem tinta quando a pintura está "molhada": Conceito de pintura molhada; - Possibilidade de ver os pincéis em 3 Dimensões e ver como reagem com a pintura - Ferramenta Warp melhorada. Podem adicionar-se pontos para mover na nossa imagem, mais simples e intuitivamente do que nas versões anteriores. A grelha da Warp Tool também foi melhorada - Seleção de objetos mais precisa - Content-Aware: ferramenta que remove itens desejados baseando-se nos dados ao redor dele - Puppet Warp |
| CS6, CS6 Extended (13.0)      | Mac OS, Windows | Superstition     | 23 de abril de 2012    | |
| CC (Creative Cloud 14.0)      | Mac OS, Windows | -                | 17 de junho de 2013    | |
| CC 2014 (Creative Cloud 15.0) | Mac OS, Windows |                  | 18 de junho 2014       | - Inclusão de efeitos de desfoque (spin e path blur) |
| CC 2015                       | Mac OS, Windows |                  | 15 junho 2015          | - Adobe Stock - Mais de uma camada de estilo |
| CC 2017                       | Mac OS, Windows |                  | 2 de novembro 2016     | |
| CC 2018 (19.x)                | Mac OS, Windows |                  | 18 de outubro 2017     | - Inclusão da ferramenta "Caneta de Curvatura" de desenho vetorial "Bezier" que é uma evolução da ferramenta "Caneta". - Melhorias na organização dos pincéis, que podem ser categorizados em pastas e sub pastas. - Inclusão de mais de 1000 pinceis advindos da aquisição do site KyleBrush.com (criado por Kyle T. Webster) |
| Desktop versão 24.0           |                 |                  | outubro de 2022        | |
| iPad versão 1.0 (iPadOS 13.1) |                 |                  | novembro de 2019       | |
| Desktop versão 25.0           |                 |                  | setembro de 2023       | |
| iPad versão 5.4.1             |                 |                  | janeiro de 2024        | Arquivo RAW não era importado. |
| Desktop versão 26.0           |                 |                  | outubro de 2024        | |
| iPad versão 5.5               |                 |                  | março de 2024          | |
| iPad versão 5.5.2             |                 |                  | maio de 2024           | |
| Desktop versão 26.2           |                 |                  | dezembro de 2024       | |
| Desktop versão 26.6.1         |                 |                  | maio de 2025           | - Photoshop travava ao selecionar "Redefinir todas as ferramentas", - Janela do documento ficava preta, - Falha no componente da Microsoft "mfsvr.dll" (biblioteca Media Foundation) |
| Desktop versão 26.7           |                 |                  | maio de 2025           | - Faixas de matiz não eram atualizadas ao escolher a predefinição de cor proeminente no painel propriedades, - Nome de arquivo muito longo no Windows, erro “O Photoshop não reconhece esse tipo de arquivo” é incorreto e precisa ser aprimorado. |

## Alternativas
Existem muitos outros editores de imagens bitmap disponíveis, mas nenhum deles conseguiu a popularidade do Adobe Photoshop entre os profissionais. Os concorrentes mais utilizados noutros mercados-alvo são o GIMP open-source, já com muito utilizadores; e os pacotes de programas comerciais, como Corel Photo-Paint, PhotoFiltre, Paint Shop Pro e, Affinity Photo.
Entre outras alternativas menos conhecidas, pode-se destacar o GIMPshop (uma versão do GIMP com uma interface gráfica semelhante ao Photoshop), o paint.net, o Pixel32 disponível em mais plataformas do que os outros programas comerciais, o PhotoFiltre, excelente alternativa gratuita para uso não-comercial, e o PhotoScape que está se destacando pela facilidade de uso.